# Saint-Christophe-des-Bardes
Saint-Christophe-des-Bardes é uma comuna francesa na região administrativa da Nova Aquitânia, no departamento da Gironda. Estende-se por uma área de 7,7 km². Em 2010 a comuna tinha 437 habitantes (densidade: 56,8 hab./km²).